# Olivier Charroin
Olivier Charroin (nacido el 10 de marzo de 1982) es un tenista francés profesional. Habitualmente compite en el circuito ATP Challenger Series y Futures de la ITF, sobre todo en la competencia de dobles. 

## Individuales (0)
| Leyenda                   |
| Grand Slam (0)            |
| ATP World Tour Finals (0) |
| ATP Masters 1000 (0)      |
| ATP World Tour 500 (0)    |
| ATP World Tour 250 (0)    |
| ATP Challenger Series (0) |

## Dobles (4)
| Leyenda                   |
| Grand Slam (0)            |
| ATP World Tour Finals (0) |
| ATP Masters 1000 (0)      |
| ATP World Tour 500 (0)    |
| ATP World Tour 250 (0)    |
| ATP Challenger Series (4) |

| Leyenda             |
| ATP Challengers (4) |

| N.º | Fecha      | Torneo                                 | Superficie    | Pareja          | Rivales                              | Resultado   |
| --- | ---------- | -------------------------------------- | ------------- | --------------- | ------------------------------------ | ----------- |
| 1.  | 01.05.2011 | Challenger de Ostrava, República Checa | Tierra batida | Stéphane Robert | Andis Juška Alexandre Kudryavtsev    | 6–4, 6–3    |
| 2.  | 24.07.2011 | Challenger de Poznań, Polonia          | Tierra batida | Stéphane Robert | Franco Ferreiro André Sá             | 6–2, 6–3    |
| 3.  | 24.03.2012 | Challenger de Rimouski, Canadá         | Dura          | Tomasz Bednarek | Jaan-Frederik Brunken Stefan Seifert | 6–3, 6–2    |
| 4.  | 17.06.2012 | Challenger de Nottingham, Inglaterra   | Hierba        | Martin Fischer  | Evgeny Donskoy Andrey Kuznetsov      | 6–4, 7–6(6) |

### Finalista en dobles (6)
| Leyenda             |
| ATP Challengers (6) |

| N.º | Fecha      | Torneo                               | Superficie    | Pareja           | Rivales                              | Resultado           |
| --- | ---------- | ------------------------------------ | ------------- | ---------------- | ------------------------------------ | ------------------- |
| 1.  | 06.02.2011 | Challenger de Courmayeur, Italia     | Dura          | Alexandre Renard | Marc Gicquel Nicolas Mahut           | 3–6, 4–6            |
| 2.  | 03.07.2011 | Challenger de Braunschweig, Alemania | Tierra batida | Stéphane Robert  | Martin Emmrich Andreas Siljeström    | 6–0, 4–6, [7–10]    |
| 3.  | 17.07.2011 | Challenger de Sopot, Polonia         | Tierra batida | Stéphane Robert  | Mariusz Fyrstenberg Marcin Matkowski | 5–7, 6–7(4)         |
| 4.  | 26.02.2012 | Challenger de Wolfsburgo, Alemania   | Carpeta (i)   | Tomasz Bednarek  | Laurynas Grigelis Uladzimir Ignatik  | 5–7, 6–4, [5–10]    |
| 5.  | 18.03.2012 | Challenger de Guadalajara, México    | Hard          | Tomasz Bednarek  | James Cerretani Adil Shamasdin       | 6–7(5), 1–6         |
| 6.  | 20.05.2012 | Challenger de Bordeaux, Francia      | Tierra batida | Jonathan Marray  | Martin Kližan Igor Zelenay           | 6–7(5), 6–4, [4–10] |